# 人吉市立西瀬小学校鹿目分校
人吉市立西瀬小学校鹿目分校（ひとよししりつ にしぜしょうがっこうかなめぶんこう）は、熊本県人吉市鹿目町にあった人吉市立西瀬小学校の分校である。

## 沿革
- 1931年（昭和6年） - 西瀬尋常高等小学校鹿目分教場設置。
- 1941年（昭和16年） - 球磨郡西瀬国民学校鹿目分教場と改称
- 1942年（昭和17年） - 人吉市市制施行に伴い、人吉市立西瀬国民学校鹿目分教場と改称
- 1947年（昭和22年） - 人吉市立西瀬小学校鹿目分校と改称。
- 2007年（平成19年） - 休校
- 2014年（平成26年） - 閉校